# Загорянская, Екатерина Фёдоровна
Екатерина Фёдоровна Загорянская (наст. фам. Кисель; 17 сентября 1898, Одесса — 4 апреля 1985, Киев) — советская театральная актриса. Более 30 лет служила на сцене Одесского украинского музыкально-драматического театра. Заслуженная артистка Украинской ССР (1946).

## Биография
Родилась в 1898 году в Одессе, Российская империя. С юных лет мечтала стать учительницей, но в годы учёбы в Киеве «заболела» театром.
Недолго поработав учителем в школе, в 1918 году поступила в Киевский музыкально-драматический институт, который окончила в 1920 году.
Ещё студенткой в 1919 году на сцене Киевской госдрамы исполняла роли Мавки в «Лесной песне» Леси Украинки и Агафьи Тихоновны в «Женитьбе» Гоголя.
До 1925 года играла в Первом театре Украинской Советской Республики им. Т. Шевченко, Киев.
В 1925—1960 годах — в Одесском украинском музыкально-драматическом театре им. Октябрьской революции, сыграла в множестве спектаклей, создавала глубокие, психологически достоверные женские образы, играя острохарактерные роли, критика отмечала яркий темперамент актрисы, остроту её комедийного дарования.
В годы Великой Отечественной войны с труппой театра была эвакуирована в Киргизию, где выступала с концертами в воинских частях и госпиталях. В 1944 году с труппой театра вернулась в освобождённую Одессу — тогда в первом премьерном спектакле театра по пьесе К. Симонова «Жди меня» исполнила роль Лизы.
В 1946 году присвоено звание Заслуженной артистки Украинской ССР. Член ВКП(б) с 1946 года.
В середине 1950-х вышла на пенсию, с этого времени стала изредка сниматься в кино в эпизодичных ролях.
Вела общественную работу, два десятилетия подряд избиралась депутатом Одесского областного совета.
Награждена Орденом Трудового Красного Знамени и медалями, отмечена правительственными грамотами.
Умерла в 1985 году в Киеве.
Муж — Владимир Григорьевич Вольский, театральный администратор. Детей у пары не было.

## Фильмография
- 1956 — Пе-коптер! (На печь) — мать Гашицы
- 1959 — Зелёный фургон — эпизод
- 1967 — Короткие встречи — кассир в парикмахерской
- 1971 — Синее небо — эпизод
- 1974 — Великое противостояние — гримёр
- 1976 — Тимур и его команда — тётя Квакина
- 1977 — Хлеб детства моего — селянка
- 1979 — Место встречи изменить нельзя — пожилая соседка в доме, где найден подкидыш

## Награды
- Орден Трудового Красного Знамени (7 марта 1960)[1].
- Заслуженная артистка Украинской ССР (1946).